# کودتای ۲۰۰۰ اکوادور
کودتای سال ۲۰۰۰ اکوادور در ۲۱ ژانویه ۲۰۰۰ رخ داد و منجر به برکناری رئیس‌جمهور جمیل معوض و جایگزینی او با معاون رئیس‌جمهور گوستاوو نوبوآ شد. ائتلاف کودتا، یک شورای نظامی کوتاه مدت متشکل از قدرتمندترین گروه بومی کشور، کنفدراسیون ملیت‌های بومی اکوادور (CONAIE)، و گروهی از افسران جوان نظامی به رهبری سرهنگ دوم لوسیو گوتیرز را گرد هم آورد.

## پیشینه
یک بحران اقتصادی شدید در اکوادور وجود داشت (از جمله بحران اقتصادی اکوادور در سال‌های ۱۹۹۸-۱۹۹۹) که منجر به کاهش ۶۰ درصدی بودجه نیروهای مسلح شده بود. همچنین نگرانی‌هایی در مورد فساد وجود داشت. میزان محبوبیت ماهواد از ۶۰ درصد در اکتبر ۱۹۹۸ به ۶ درصد در ژانویه ۲۰۰۰ کاهش یافته بود. در روزهای اولیه سال ۲۰۰۰، ماهواد دلاریزه کردن اقتصاد اکوادور را به همراه تعدادی از اقدامات صندوق بین‌المللی پول اعلام کرد.

## کودتا
در واکنش به برنامه‌های اقتصادی، «جمعیت بومی به کیتو هجوم آوردند و خواستار برکناری معوض و اشغال کنگره و دیوان عالی کشور شدند .» در ۲۱ ژانویه ۲۰۰۰، لوسیو گوتیرز و آنتونیو وارگاس، رئیس CONAIE، «دولت نجات ملی» را اعلام کردند. این امر منجر به «مشورت‌های پرشور میان ژنرال‌ها، سیاستمداران و دیپلمات‌های آمریکایی» شد و در نهایت افسران ارشد نظامی، معاون رئیس‌جمهور گوستاوو نوبوآ را به عنوان رئیس‌جمهور منصوب و رهبران کودتا را دستگیر کردند.
در طول کودتا، بسیج عمومی کمی علیه آن وجود داشت و یک نظرسنجی نشان داد که حمایت عمومی گسترده‌ای از اشغال کنگره توسط CONAIE وجود دارد، که به ارتش اجازه داده بود خواستار استعفای ماهود شود. با این حال، حمایت عمومی کمی از حکومت نظامی وجود داشت، واقعیتی که افسران ارشد نظامی که در طول کودتا مذاکرات را انجام می‌دادند از آن آگاه بودند. افسران ارشد ارتش با برنامه‌های ائتلاف مخالف بودند و روابط نزدیکی با نخبگان سیاسی و اقتصادی کشور داشتند که آنها نیز با آنها مخالف بودند (مانند رئیس‌جمهور سابق و شهردار وقت گوایاکیل، لئون فبرس کوردرو). آنها همچنین تحت تأثیر تهدیدهای تحریم‌های اقتصادی ایالات متحده قرار گرفتند.
علاوه بر این، نقش افسران جزء در کودتا به عنوان براندازی سلسله مراتب نظامی تلقی می‌شد و رئیس فرماندهی عالی ارتش، ژنرال کارلوس مندوزا، گفت که ژنرال‌ها نمی‌توانند سرهنگ دوم لوسیو گوتیرز را به عنوان نماینده نظامی شورای نظامی حاکم بپذیرند. مذاکراتی در مورد جایگزینی گوتیرز با مندوزا انجام شد، اما اندکی پس از آنکه شورای نظامی این موضوع را پذیرفت، «مندوزا کودتا را ربود و با واگذاری قدرت به معاون رئیس جمهور کشور به آن پایان داد.»

## پیامدها
گوتیرز به مدت چهار ماه زندانی شد و سپس از ارتش اخراج شد. او در انتخابات عمومی سال ۲۰۰۲ برای ریاست جمهوری نامزد شد و انتخاب شد و در ژانویه ۲۰۰۳ به قدرت رسید، اما حمایت از او از بین رفت و پس از شورش مردمی در آوریل ۲۰۰۵، که شاهد سومین و آخرین سرنگونی (تا به امروز) یک دولت منتخب دموکراتیک در اکوادور بود، خود او نیز برکنار شد.
این دوره آشفته اخیر از تاریخ اکوادور با انتخاب رافائل کوریا در سال ۲۰۰۶ به پایان رسید. او یک چهره دانشگاهی بیگانه بود که با رویه‌های احزاب سنتی، نخبگان سیاسی و اقتصادی مخالفت و آنها را محکوم می‌کرد، در حالی که یک دستور کار چپ‌گرایانه، ضد نئولیبرال و پوپولیستی را پیش می‌برد که از سال ۲۰۰۷ شاهد افزایش هزینه‌های عمومی، قانون اساسی جدید، برنامه‌های اجتماعی و یک سیاست خارجی ضد امپریالیستی همسو با سوسیالیسم قرن بیست و یکم بوده است، علی‌رغم اتهاماتی مبنی بر محدود کردن آزادی‌ها، به ویژه آزادی بیان و مطبوعات.